# شانه‌موش لکه‌دار

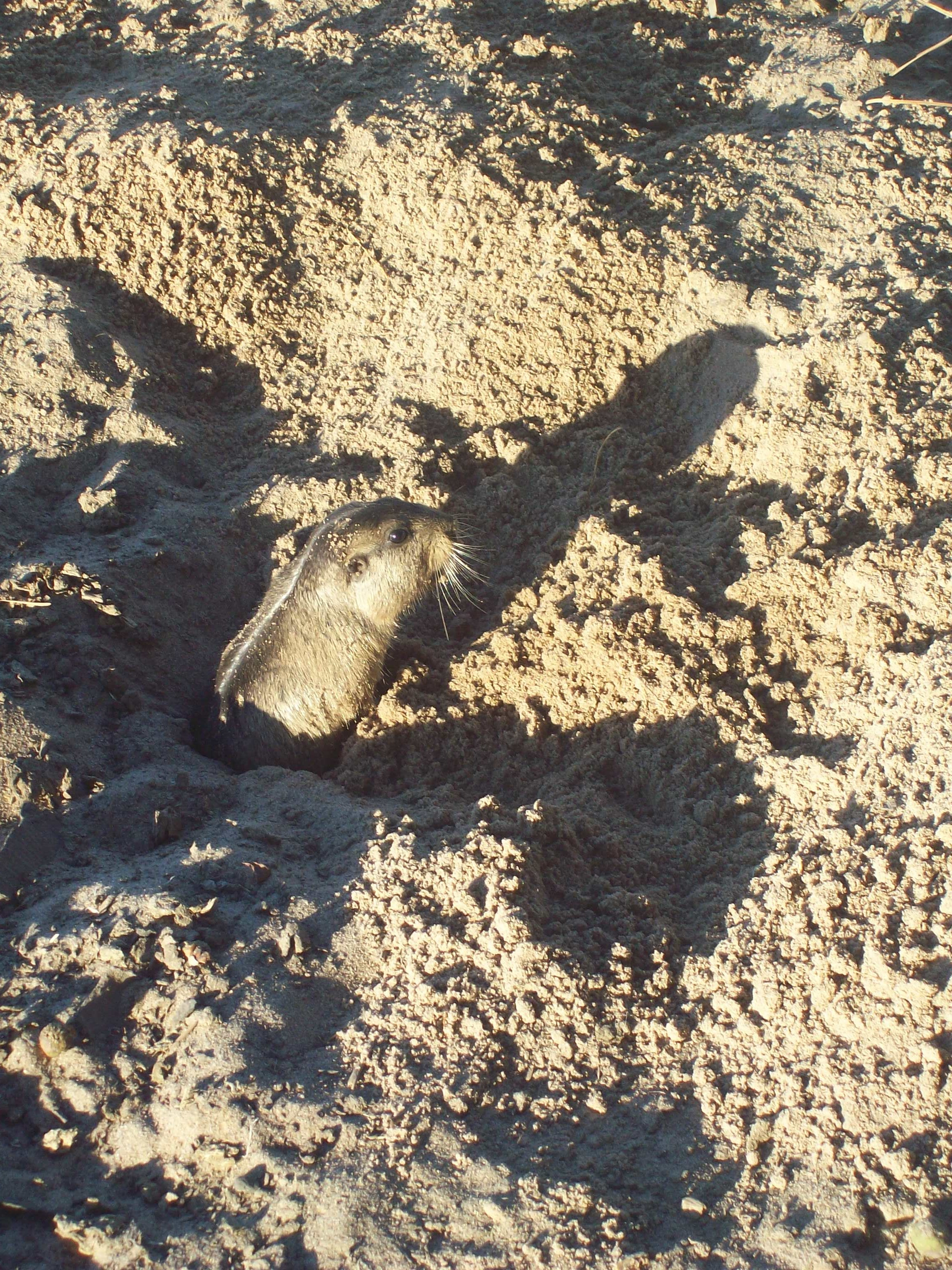
عکسی از شانه‌موش لکه‌دار گرفته شده در آرژانتین

شانه‌موش لکه‌دار (نام علمی: Ctenomys latro) نام یک گونه از سرده شانه‌موش است.